# Mohawk M1C
El Mohawk M1C (también llamado Pinto, Redskin o Spurwing) fue un monoplano bi o triplaza estadounidense de los años 20 del siglo XX, diseñado y construido por la Mohawk Aero Corporation de Mineápolis, Minesota. Un M1C fue evaluado por el Cuerpo Aéreo del Ejército de los Estados Unidos (USAAC) en 1930 como YTP-7 Pinto, para su uso como entrenador primario.

## Diseño y desarrollo
El M1C era un monoplano de ala baja cantilever triplaza, que estaba disponible con cabina abierta (como Pinto) y cerrada (como Redskin). La primera variante fue el M1C-K, propulsada por un motor Kinner K-5 de 75 kW (100 hp) o un Wright de la misma potencia. Una aeronave fue modificada para su evaluación por el USAAC como YPT-7 Pinto.
También se produjo la variante biplaza M1C-W, con un motor Warner Scarab de 82 kW (110 hp). El primer ejemplar fue la aeronave evaluada por el Ejército y fue remotorizada. En 1930, la compañía entró en bancarrota y el control fue asumido por R. R. Rand Jr.

## Variantes
M1C-K
Variante propulsada por un Kinner K-5, cinco construidos.
M1C-W
Variante propulsada por un Warner Scarab, uno modificado desde un M1C-K y dos más construidos.
YPT-7
Designación dada por el USAAC a un M1C-K evaluado en 1930; al motor Kinner K-5 se le dio la designación militar YR-370-1.

## Operadores
Estados Unidos
- Cuerpo Aéreo del Ejército de los Estados Unidos

## Especificaciones (M1C-K)
Referencia datos: Specifications of American Commercial Airplanes

### Características generales
- Tripulación: Uno (piloto)
- Capacidad: Uno/dos pasajeros
- Longitud: 7,4 m (24,2 ft)
- Envergadura: 10,6 m (34,9 ft)
- Altura: 2,3 m (7,6 ft)
- Superficie alar: 13,5 m² (145,3 ft²)
- Peso vacío: 510 kg (1124 lb)
- Peso cargado: 816 kg (1798,5 lb)
- Planta motriz: 1× motor radial de cinco cilindros refrigerado por aire Kinner K-5.
  - Potencia: 67 kW (92 HP; 91 CV)

### Rendimiento
- Velocidad máxima operativa (Vno): 185 km/h (115 MPH; 100 kt)
- Velocidad crucero (Vc): 153 km/h (95 MPH; 83 kt)
- Alcance: 890 km (481 nmi; 553 mi)
- Techo de vuelo: 5500 m (18 045 ft)
- Régimen de ascenso: 5,6 m/s (1102 ft/min)

## Aeronaves relacionadas

### Secuencias de designación
- Secuencia PT-_ (Entrenadores Primarios del USAAC/USAAF, 1925-1948): ← PT-4 - PT-5 - PT-6 - PT-7 - PT-8 - PT-9 - PT-10 →